# Simmerath
Simmerath är en kommun och ort i Städteregion Aachen i Regierungsbezirk Köln i förbundslandet Nordrhein-Westfalen i Tyskland.